# Adh-Dhàhir Yalbay
Al-Màlik adh-Dhàhir Sayf-ad-Din Yalbay al-Inalí al-Muayyadí —àrab: الملك الظاهر سيف الدين يلباي المؤيدي الإينالي, al-Malik aẓ-Ẓāhir Sayf ad-Dīn Yalbāy al-Īnālī al-Muʾayyadī—, més conegut simplement com a adh-Dhàhir Yalbay fou soldà mameluc de la dinastia burjita o circassiana (1467-1468).
El 9 d'octubre de 1467 va morir Khúixqadam, que no havia volgut designar successor i aquest havia estat seleccionat per una assemblea d'amirs i notables escollint a l'amir Bilbay o Yalbay que va pujar al tron amb el títol d'al-Màlik adh-Dhàhir Sayf-ad-Din Yalbay al-Inalí al-Muayyadí. Va governar només uns mesos, i el seu rival l'amir Timurbugha el va enderrocar el 1468.